# حسن احمدی
حسن احمدی (متولد ۱۳۲۲ در دامغان) نویسنده، استاد، دانشمند، عضو هیئت علمی دانشکده منابع طبیعی دانشگاه تهران و عضو پیوسته فرهنگستان علوم است. وی دارای مدرک کارشناسی جنگل و مرتع دانشگاه تهران (۱۳۴۵)، کارشناسی ارشد فرسایش و رسوب از دانشگاه بردو فرانسه (۱۳۵۰) و دکترای آبخیزداری از دانشگاه بردو فرانسه (۱۳۵۳) است.
در شهریور ماه ۱۳۹۲ پایگاه استنادی علوم جهان اسلام بیست دانشمند پر تألیف ایران در حوزه علوم کشاورزی را معرفی کرد. مقاله‌های این دانشمندان در نشریه‌های علمی معتبر کشور چاپ شده و در ISC نمایه‌سازی شده‌اند. در این فهرست حسن احمدی در رتبه هفتم فهرست ۲۰ دانشمند پر تألیف ایران در حوزه علوم کشاورزی جای دارد.

## مشاغل و سمت‌ها
- عضو هیئت علمی و استاد گروه احیای مناطق خشک و بیابانی دانشکده منابع طبیعی دانشگاه تهران
- نماینده قاره آسیا و نماینده ایران در کمیته علم و تکنولوژی بیابان‌زدایی سازمان ملل متحد(UNCCD)
- مدیرگروه احیاء مناطق خشک وکوهستانی دانشگاه تهران ۱۳۵۹ تا ۱۳۶۲ و ۱۳۸۰ تا ۱۳۸۴
- معاون پژوهشی مرکز تحقیقات بین‌المللی همزیستی با کویر ،۱۳۸۰ دانشگاه تهران
- رئیس مرکز تحقیقات بین‌المللی همزیستی با کویر ،۱۳۸۵ تا ۱۳۸۹ دانشگاه تهران
- مدیر گروه آموزشی مدیریت بیابان از سال ۱۳۷۴ تا ۱۳۷۹ دانشگاه تهران
- عضو کمیته تخصصی هیئت ممیزه دانشگاه تهران از سال ۱۳۶۶ تا ۱۳۸۴
- رئیس دانشکده منابع طبیعی دانشگاه تهران از سال ۱۳۶۳ تا ۱۳۷۲
- رئیس گروه علوم کشاورزی فرهنگستان علوم جمهوری اسلامی ایران
- رئیس کمیته مرتع و آبخیزداری و بیابان فرهنگستان علوم ایران[۲]
- عضو شورای پژوهشی دانشگاه تهران از سال ۱۳۷۴ تاکنون
- عضو هیئت امنای پژوهشکده حفاظت خاک و آبخیزداری
- رئیس انجمن علمی کنترل و مدیریت بیابان ایران، ۱۳۸۷ تاکنون
- ریاست مرکز آموزش علمی کاربردی سالمندان و معلولین کهریزک
- ریاست هیئت مدیره مؤسسه خیریه کهریزک
- مدیر عامل اسبق مؤسسه خیریه کهریزک

## عضویت در سازمان‌ها و انجمن‌های علمی
- نماینده قاره آسیا و نماینده جمهوری اسلامی ایران در کمیته علم و تکنولوژی بیابان زدائی سازمان ملل متحد از سال ۲۰۰۲ تا ۲۰۱۵
- عضو کمیته تخصصی پژوهشی کشاورزی و منابع طبیعی دانشگاه تهران از سال ۱۳۶۳ تا ۱۳۷۶
- رئیس شاخه مرتع و آبخیزداری فرهنگستان علوم جمهوری اسلامی ایران از سال ۱۳۷۴ تا کنون
- مسئول کمیسیون کشاورزی و منابع طبیعی هیئت ممیزه دانشگاه تهران از سال ۱۳۷۷ تا ۱۳۸۴
- مسئول کمیته مرتع، آبخیز و بیابان گروه برنامه‌ریزی کشاورزی وزارت علوم از سال ۱۳۷۰
- عضو وابسته فرهنگستان علوم جمهوری اسلامی ایران از سال ۱۳۷۴ تا ۱۳۸۵
- عضو پیوسته فرهنگستان علوم جمهوری اسلامی ایران از سال ۱۳۸۵ تا کنون
- عضو هیئت ممیزه مرکزی وزارت علوم و فناوری از سال ۱۳۷۷ تا ۱۳۸۰
- رئیس انجمن علمی کنترل و مدیریت بیابان ایران، ۱۳۸۷ تاکنون
- عضو هیئت امنای پژوهشکده حفاظت خاک و آبخیزداری کشور

## جایزه‌ها و نشان‌ها
- ۹ مرتبه (استاد نمونه دانشگاه تهران، پژوهشگر برجسته دانشگاه تهران، پراستنادترین استاد در شاخه منابع طبیعی گروه کشاورزی جهان اسلام(ISC)
- جزء یک درصد دانشمندان برتر جهان (پایگاه استنادی طلایه داران علم تامسون رویترز (isi – Esi))
- نشان علمی آکادمی علوم فرانسه[نیازمند منبع]
- برنده جایزه کتاب سال برای تألیف کتاب ژئومورفولوژی کاربردی[۲]
- جزء ۱۰ نویسنده پر تألیف علوم کشاورزی بر اساس ISC
- استاد نمونه آبخیزداری دانشگاه تهران ۱۳۸۶
- استاد نمونه دانشکده منابع طبیعی دانشگاه تهران ۱۳۸۵
- استاد نمونه وزارت جهاد کشاورزی (منابع طبیعی) ۱۳۸۳
- استاد نمونه سازمان جنگل‌ها و مراتع کشور
- پژوهشگر نمونه دانشگاه تهران ۱۳۸۷

## دستاوردهای پژوهشی
برخی از دستاوردهای پژوهشی دکتر حسن احمدی:
- ابداع مدل فرسایش آبی جهت برآورد فرسایش و رسوب به روش ژئوفرمولوژی
- ابداع روش مطالعه اکوسیستم بیابان‌های ایران
- ابداع روش شناخت منشأ رسوبات بادی به منظور مهار طوفان‌های ماسه ای که روش جدیدی در دنیا محسوب می‌شود IRIFR E-A
- ابداع مدل ایرانی ارزیابی پتانسیل بیابان زایی (تحت عنوان IMDPA-E)

## تالیفات
1. کتاب ژئومرفولوژی کاربردی ،۱۳۶۹ (برنده کتاب سال جمهوری اسلامی ایران) مؤسسه انتشارات و چاپ دانشگاه تهران
2. کتاب ژئومرفولوژی کاربردی جلد ۱- فرسایش آبی (۴ دوره تجدید چاپ، ۱۳۸۶٬۸۵٬۷۸٬۷۴) مؤسسه انتشارات و چاپ دانشگاه تهران
3. ژئومورفولوژی کاربردی (۲ جلد: فرسایش آبی- فرسایش بادی)، برنده کتاب سال، (۳ دوره تجدیدچاپ، ۱۳۸۶٬۸۵٬۷۸) مؤسسه انتشارات و چاپ دانشگاه تهران
4. سازندهای دوره کواترنر، (۲ دوره تجدید چاپ، ۱۳۸۶٬۷۸) مؤسسه انتشارات و چاپ دانشگاه تهران
5. کنترل برف و بهمن ،۱۳۸۷، مؤسسه انتشارات و چاپ دانشگاه تهران
6. پایش و ارزیابی پروژه‌های حفاظت خاک و توسعه حوزه آبخیز
7. فرهنگ مرتع و آبخیزداری (جلد دوازدهم)، ۱۳۸۳، انتشارات فرهنگستان علوم[۲]